# 데이 오브 디피트
《데이 오브 디피트》(Day of Defeat)는 1인칭 슈팅 게임으로 2000년에 등장한 하프라이프의 모드이다. 2차대전을 주제로 하고 있다.

## 개요
밸브 코퍼레이션에서 하프라이프에 모드였던 데이 오브 디피트 제작진들을 채용하여 2003년에 공식적인 단독 게임으로 나왔으며, 액티비전이 패키지 상품으로 유통을 당담 했었다. 이후 하프라이프 2가 출시됨과 같이 카운터스트라이크와 함께 소스 엔진으로 데이 오브 디피트: 소스라는 이름으로 리메이크 되어서 나왔다.

## 게임 플레이
게임은 두팀으로 나누어서 진행된다. 연합군과 독일군으로 나누어서 플레이 하는데, 맵마다 무장이나 국가가 조금씩 다르기도 하다. 연합군은 미군과 영국군으로 나뉘고 독일군은 일반 보병부대와 공수부대로 나뉜다.
승리 조건은 맵마다 다소 차이가 있지만, 대부분 깃발점령전(깃발을 모두 점령한 팀이 승리)나 특정 목표물 파괴(전차나 특정 포대등을 파괴)가 게임의 승리 조건이다.
미군의 나이프와 독일의 야삽의 파워는 실제론 비교가 되지 않아 보이지만 DOD(Day Of Defeat, 데이 오브 디피트)에서는 둘다 똑같은 데미지를 입는다.

## 평가
| 평가 |                     |
| --- | ------------------- |
| 통합 점수 통합사 점수 게임랭킹스 79% (25 reviews) [ 1 ] 메타크리틱 79/100 (22 reviews) [ 2 ] 평론 점수 평론사 점수 게임스팟 8.1/10 [ 3 ] 게임스파이 [ 4 ] IGN 8/10 [ 5 ] |                     |
| 통합 점수 |                     |
| 통합사 | 점수                |
| 게임랭킹스 | 79% (25 reviews)    |
| 메타크리틱 | 79/100 (22 reviews) |
| 평론 점수 |                     |
| 평론사 | 점수                |
| 게임스팟 | 8.1/10              |
| 게임스파이 | [ 4 ]               |
| IGN | 8/10                |

## 같이 보기
- 데이 오브 인퍼미